# Chiesa della Santissima Trinità (Tramutola)
La chiesa della Santissima Trinità è la parrocchiale di Tramutola, in provincia di Potenza e arcidiocesi di Potenza-Muro Lucano-Marsico Nuovo; fa parte della zona pastorale della Val d'Agri.

## Storia
Nel 1144 i frati dell'Ordo Cavensis ricevettero in dono dal vescovo di Marsico Nuovo Giovanni II la cappella tramutolese di San Pietro, di rito greco.
A poca distanza da essa tra il 1153 e il 1154 essi fecero costruire un monastero, annessa al quale fu edificata nel 1163 una nuova chiesa, poi consacrata nel 1166 dal vescovo Giovanni III.
Nel 1496 l'edificio venne interessato da alcuni lavori di rimaneggiamento e di restauro per interessamento dell'arciprete Antonio De Luca e del vicario Andrea Cestaro, come testimoniato da un'iscrizione, rimasta leggibile per secoli, che recava le parole A.D. M.IV.D ANT. DE LUCA ARCHIPRESB. I.D.- ANDREAS CESTARUS V..
Alla fine del Cinquecento i fedeli risultavano aumentati di molto e si rese necessario un considerevole ampliamento della parrocchiale, che nel 1628 venne portata a tre navate e che nel medesimo secolo fu dotata delle cappelle laterali.
Nel 1731 l'edificio venne sottoposto a una risistemazione volta a sanare i danni arrecati da un evento sismico un paio d'anni prima; in quest'occasione fu probabilmente realizzato il registro attico dell'interno.
La cappella del Santissimo Sacramento fu reintitolata al Sacro Cuore nel 1919 e nel 1953 l'intera chiesa venne interessata da un restauro.
Nel 1972 la parrocchia, fino a quel momento appartenente all'abbazia territoriale della Santissima Trinità di Cava de' Tirreni, fu aggregata alla diocesi di Potenza-Marsico Nuovo; nella seconda metà dello stesso decennio la chiesa venne adeguata alle norme postconciliari mediante l'aggiunta dell'altare rivolto verso l'assemblea e dell'ambone.

## Descrizione

### Esterno
La facciata a salienti della chiesa, rivolta a sudovest, si compone di tre corpi: quello centrale, suddiviso da una cornice marcapiano in due registri e coronato dal timpano triangolare, presenta il portale maggiore lunettato e una finestra semicircolare, mentre le due ali laterali sono caratterizzate dagli ingressi secondari.
Annesso alla parrocchiale è il campanile a base quadrata, la cui cella presenta delle monofore a tutto sesto.

### Interno

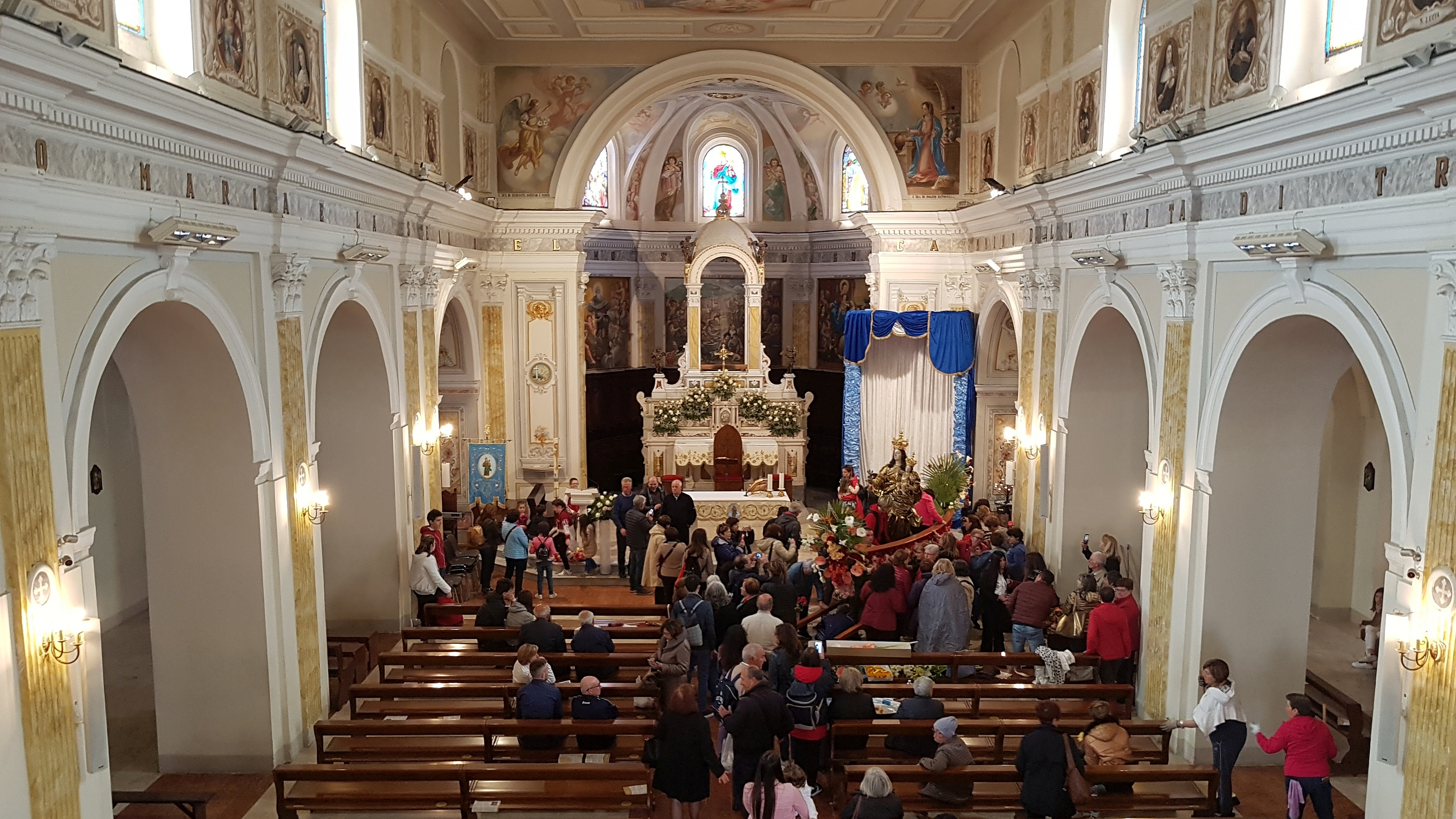
L'interno

L'interno dell'edificio, coperto dal soffitto piano, si compone di tre navate, separate da pilastri, abbelliti da lesene con capitelli corinzi e sorreggenti degli archi a tutto sesto, sopra i quali corre la trabeazione aggettante e modanata su cui si innalza un registro attico caratterizzato dalle finestre; al termine dell'aula si sviluppa il presbiterio, rialzato di alcuni gradini, ospitante l'altare maggiore e chiuso dall'abside, caratterizzata dalla volta a padiglione.